# Jacob Montes
Jacob Christian Montes (Mission Viejo, 20 oktober 1998) is een Amerikaans voetballer die door Crystal Palace wordt uitgeleend aan RWDM.

## Clubcarrière

### Verenigde Staten
Montes begon zijn carrière bij de FC Florida Prep Academy van John Textor. In oktober 2015 ging hij testen bij Manchester United, en in februari 2016 bij Borussia Dortmund.
In 2016 sloot Montes zich aan bij Portland Timbers. Op 25 maart 2017 maakte hij zijn officiële debuut voor het tweede elftal van de club in de United Soccer League: op de eerste competitiespeeldag liet trainer Andrew Gregor hem tegen Real Monarchs in de 73e minuut invallen voor Andre Lewis. Montes speelde in het seizoen 2017 acht competitiewedstrijden voor Portland Timbers 2, dat dat seizoen laatste eindigde in de Western Conference. In november 2017 werd hij uitgeroepen tot Timbers Academy Player of the Year.
Vanaf 2017 ging hij college soccer spelen bij Georgetown Hoyas, het universiteitsteam van de Universiteit van Georgetown. In 73 wedstrijden was hij er goed voor 15 goals en 16 assists. In maart 2021 wees Montes een uitnodiging af voor het voorseizoenskamp van Portland Timbers, dat nog altijd zijn MLS-rechten bezat. Omdat er geen nieuw aanbod werd gedaan, speelde de club deze rechten kwijt. Uiteindelijk claimde   New England Revolution de MLS-rechten van Montes.

### Crystal Palace
Op 25 mei 2021 maakte de Engelse eersteklasser Crystal Palace bekend dat Montes er een eenjarig contract had ondertekend. Montes beschikte op dat moment nog niet over een Brits werkvisum, waardoor een uitleenbeurt zich opdrong.

#### Uitleenbeurten in België
Op 31 juli 2021 kondigde de Belgische tweedeklasser Waasland-Beveren aan dat het Montes één seizoen zou huren van Crystal Palace. Waasland-Beveren was een klein jaar eerder in handen gekomen van Bolt Football Holdings, dat onder andere geleid wordt door David S. Blitzer, een van de aandeelhouders van Crystal Palace.
Montes kende een moeilijke start bij Waasland-Beveren: eerst waren zijn verblijfspapieren niet in orde, vervolgens liep hij COVID-19 op. Op de zevende competitiespeeldag bezorgde Montes zijn huurclub echter een delirium door in de slotfase de 4-3 te scoren tegen Excelsior Virton, terwijl Waasland-Beveren na 21 minuten 0-3 achterstond. Toch werd zijn uitleenbeurt aan Waasland-Beveren geen onverdeeld succes: in 2021 mocht hij slechts negen competitiewedstrijden spelen, telkens als invaller. Begin januari 2022 werd de uitleenbeurt van Montes dan ook vroegtijdig beëindigd.
Enkele dagen na zijn vertrek bij Waasland-Beveren werd Montes ondergebracht bij RWDM, een reeksgenoot van Waasland-Beveren en tevens de kersverse club van John Textor, een andere aandeelhouder van Crystal Palace.

## Interlandcarrière
Op 7 oktober 2016 maakte Montes zijn debuut voor de jeugdelftallen van de Verenigde Staten: bij de U19 gaf bondscoach Brad Friedel hem een basisplaats tegen Club Tijuana.